# Søren Hein Rasmussen
Søren Hein Rasmussen (født 12. juni 1957) er en dansk historiker, forfatter og foredragsholder. Han var indtil 2015 ansat som lektor ved historiestudiet på Aarhus Universitet, hvor han både beskæftigede sig med samtidshistorie og digital formidling. Interessen formidling førte til, at han i 2015 forlod universitetet og sammen med en gruppe ligesindede stiftede firmaet MegaNørd, der laver underholdningsprodukter med kulturhistorisk basis.
Han har skrevet omkring 20 bøger. Blandt de seneste er Fri porno fra 2017, Dødens store billedbog fra 2019, Den sorte bog. Racisme i populærkulturen fra 2021 og Da Aarhus blev moderne. Fortællinger fra 1930'erne fra 2022.

## Akademisk karriere
Som barn blev Søren Hein Rasmussen kendt, da han spillede titelrollen i Nils Malmros' gennembrudsfilm fra 1973 Lars Ole, 5c. Han blev som ung uddannet tømrer, men skiftede til en akademisk karriere, da han i 1991 blev cand.phil. i historie fra Aarhus Universitet. Fra 1992 til 1995 var han ph.d.-studerende samme sted, og efter erhvervelsen af ph.d.-graden blev han tilknyttet det daværende Historisk Institut som ekstern lektor, adjunkt og lektor i årene 1995-2015. Som historiker specialiserede han sig i forskning i dansk og europæisk samtidshistorie, vestlig kulturhistorie og den kolde krig.
Derudover var han i 2005 initiativtager til Aarhus Universitets site danmarkshistorien.dk, for hvilket han i 2010 modtog Videnskabsministeriets formidlingspris. Arbejdet med danmarkshistorien.dk førte ham til udvikling af computerspil med historisk indhold. Dette har han fortsat, efter at han i 2015 var med til at stifte firmaet MegaNørd.

## Karriere som selvstændig
Ved siden af arbejdet i MegaNørd er Søren Hein Rasmussen fortsat aktiv som historiker. Han er medlem af styregruppen for Aarhus Universitetsforlags projekt 100 danmarkshistorier, i hvilket han i 2017 udgav bogen Fri porno og samtidig i regi af MegaNørd udviklede quiz-app’en Dyst.
I 2019 udgav Søren Hein Rasmussen sammen med kollegaen Lise Hansen guidebogen Aarhusguiden (engelsk udgave The Aarhus Guide).

## Udvalgt bibliografi
- Kampagnen mod Atomvåben og Vietnambevægelsen 1960-1972 (med Johannes Nordentoft), Viborg: Odense Universitetsforlag 1991 ISBN 87-7492-825-2
- Sære Alliancer. Politiske bevægelser i efterkrigstidens Danmark, Viborg: Odense Universitetsforlag 1997 ISBN 87-7838-252-1
- Grænser forsvinder 1985 – 2000. Gyldendal og Politikens Danmarkshistorie, bind 16, Viborg: Gyldendal 2004 ISBN 87-89068-38-6
- Et land i forvandling (med Poul Villaume), Viborg: Gyldendal og Politikens Forlag 2007. ISBN 978-87-89068-41-1.
- Den kolde krigs billeder, Gyldendal 2009 ISBN 978-87-02-07109-2
- Fri porno, Aarhus Universitetsforlag 2017 ISBN 978-87-7184-362-0
- Aarhusguiden, Turbine Forlaget 2019 ISBN 978-87-406-5359-5
- The Aarhusguide, Turbine Forlaget 2019 ISBN 978-87-406-5480-6

## Priser
- Modtager af Videnskabsministeriets formidlingspris, 2010
- Modtager af professor Sven Henningens pris for bedste historiske værk, 2008